# حمض نووي معاد التركيب
الحمض النووي معاد التركيب  أو الدنا المأشوب  أو الحمض النووي المؤتلف (بالإنجليزية: Recombinant DNA)‏ هو شكل من أشكال الحمض النووي الصناعي الذي تم إيجاده عن طريق دمج سلسلتين أو أكثر لا يمكن تواجدهما في العادة معا خلال عملية وصل الجينات. من ناحية التحوير الجيني يتم إيجاد الدنا المؤشب خلال عملية تقديم الدنا ذي الصلة داخل الدنا العضوي مثل البلازميدات البكتيرية لترميز أو تعديل السمات المختلفة لغرض محدد مثل مقاومة البكتيريا للمضادات الحيوية، ويختلف عن التأشيب الجيني في أنها لا تحدث من خلال العمليات الطبيعية داخل الخلية ولكن تتم هندستها بدلا من ذلك، أما البروتين المؤشب هو بروتين مشتق من الدنا المؤشب.

## طرق التأشيب

### الاستنساخ وعلاقته بالبلازميدات
يرتبط استخدام الاستنساخ في الأحياء الكلاسيكية بالدنا المؤشب بما أن مصطلح «مستنسخ أو نسخة» يدل على خلية أو كائن حي يتم اشتقاقه من كائن حي أبوي  with modern biology referring to the term as a collection of cells derived from the same cell that remain identical. بينما تعرّف الأحياء الحديثة هذا المصطلح كمجموعة من الخلايا المشتقة من نفس الخلية مع بقائها متماثلة. يوفر استخدام الدنا المؤشب في النسخة الكلاسيكية الخلية الأولية التي يتوقع أن يقوم الكائن الحي العائل بالاختصار منها عند خضوعها للمزيد من الانقسام الخلوي مع بقاء البكتيريا نموذجا أساسيا تبعا لاستخدام النواقل الفيروسية في العلاج الذي يحوي دنا مؤشبا يتم إدخاله في تركيب يعرف بالبلازميد.
تعتبر البلازميدات أشكالا حلقية ذات زوائد صبغية ذاتية التكرار من الدنا المتواجد في معظم البكتيريا مثل الإشريكية القولونية وتحوي جينات ذات علاقة بنشاطات التقويض والأيض  وتسمح للبكتيريا الناقلة بالبقاء والتكاثر في ظروف موجودة داخل بيئات وأجناس أخرى. تمثل هذه الجينات خصائص مقاومة لـلاقمات البكتيريا والمضادات الحيوية  وبعض المعادن الثقيلة ولكن يمكن إزالتها بسهولة إلى حد ما أو فصلها من البلازميد بواسطة الإنزيمات النووية الداخلية  والتي تنتج «نهايات دبقة» بانتظام وتسمح بارتباط جزء محدد من الدنا والتي ترمز لمواد «تعويضية» إضافية مثل أدوية الهرمونات الببتيدية التي تتضمن الإنسولين وهرمون النمو والأوكسيتوسين. في حالة تقديم الجينات المفيدة في البلازميد، تستخدم البكتيريا في تلك الحالة كناقل فيروسي والتي يتم حثها للتكاثر لكي يتم تلخيص الدنا المعدل داخل خلايا أخرى يصيبها ورفع كمية الخلايا داخل الدنا المؤشب الموجود داخلها.
يعتبر استخدام البلازميدات أمرا رئيسيا في العلاج الجيني حيث يتم استخدام الفيروسات ذات العلاقة كنواقل استنساخ أو نواقل تستخدم كوسائل لنقل وتمرير الجينات في الدنا المؤشب من خلال التكاثر الفيروسي في جميع أجزاء الكائن الحي. تتشارك البلازميدات في 3 ملامح هي: الناسخ والمعلمات التمييزية وموقع الاستنساخ. يدل الناسخ أو ما يعرف بالـ “ori”  على أصل التضاعف (بالإنجليزية: The Origin of Replication) مع أخذ مكان وبكتيريا بداية الاستنساخ بالاعتبار. يعرّف الواسم أو المعلم جينا معينا يحوي مقاومة للمضاد الحيوي في العادة وقد يدل أيضا على جين مرتبط على طول الجين المرغوب مثل ذلك الذي يضفي تألقا يسمح بتحديد الدنا الذي تم تأشيبه بنجاح. أما موقع الاستنساخ فهو سلسلة من النيوكليوتيدات التي تمثل موقعا أو أكثر يتم قصه وقطعه عند حصول الإنزيمات النووية الداخلية. إن معظم حقيقيات النوى لا تحافظ على البلازميدات ولكن الخميرة هي استثناء ملحوظ في هذه الحالة. بالإضافة إلى ذلك فإنه يمكن استخدام تي بلازميد بكتيريا أجروباكتيريم تيوميفشينس (بالإنجليزية: Agrobacterium Tumefaciens) لدمج الدنا الغريب في جينومات نباتات عديدة. تشمل طرق أخرى لتقديم أو إيجاد الدنا المؤشب في حقيقيات النوى التأشيب المماثل وبعدوى النقل بالفيروسات المحورة.

### البلازميدات الكميرية

مثال على تشكيل البلازميد الكميري من "نهايتين مصمتين" بواسطة إنزيم اللايجيز T_{4}.

عند القيام بالمزيد من تعديل الدنا المؤشب أو تغييره لاستضافة خيوط الدنا يتم تعريف الجزيء الذي تم تكوينه بجزيء الدنا «الكميري» مع الإشارة إلى الكمير الأسطوري الذي تم إحداثه من مجموعة من حيوانات عديدة. إن توافر جزيئات البلازميد الكميرية أمر منتظم الحدوث إلى حد ما وذلك لأنه خلال دورة حياة الكائن الحي  يضمن الانتشار الذي تسببه النواقل وجود مئات آلاف الخلايا العضوية والبكتيرية التي تحوي جميعها نسخا من الدنا الكميري الأصلي.
أثناء عملية إنتاج البلازميدات الكميرية (مشتقة من الكمير)، يمكن أن تكون العمليات المشمولة غامضة إلى حد ما، بما أنه قد لا يمكن تحقيق الناتج المقصود لإضافة الدنا الغريب دائما وقد يتسبب في تكوين بلازميدات غير ذات فائدة؛ يتم ابتداء تحويل تركيب البلازميد إلى خطي  بغرض السماح بحدوث إضافة الدنا عن طريق ربط خيوط الدنا الأجنبي المكمل مع التدليات الأحادية الشريط  أو النهايات الدبقة الموجودة عند نهايات جزيء الدنا من الانشقاقات المتداخلة المنحنية على شكل حرف S والتي تنتجها الإنزيمات النووية الداخلية.
تعتبر بكتيريا الإشريكية القولونية بالأصل ناقلا شائعا في تبرع البلازميدات ومشتق أنزيم الفصل ECORI  which was used for its versatility لاحقا والذي استخدم بسبب براعته بالتعامل مع إضافة دنا جديد عن طريق تكاثر «الاسترخاء» عند تثبيطه بواسطة الكلورامفينيكول والسبكتينوميسين التي سيتم استبدالهما ببلازميد PBR322. يمكن تقوية البلازميد في حالة ECORI بوجود الدنا الغريب عن طريق مسار ربط «النهاية الدبقة» أو مسار ربط «النهاية المصمتة» في وجود عاثية اللايجيز T4  التي تشكّل روابط تساهمية بين 3-كربون OH ومجموعات 5-كربون PO4 الموجودة على نهايات البلازميد المصمتة. والنهايات المشقوقة للبلازميد الأصلي اعتمادا على إنزيمات القطع المحددة المستخدمة في عملية القطع أو القص. .

## تطبيقات الدنا المؤشب
توجد بروتينات عديدة يتم إيجادها من الدنا المؤشب واستخدامها كأدوية وبالإمكان إنتاج بعضها من المستخرجات الحيوانية أو جمعها من البشر مثل هرمون النمو البشري (rhGH) والإنسولين البشري والهرمون المنبه للجريب (FSH) والعامل الثامن بينما يتم استخدام البروتينات المشتقة من الدنا المؤشب فقط كعلاجات كما في حالة الإريثروبويتين مثلا.

## تاريخ الدنا المؤشب
اقترح بيتر لوبان وهو طالب دراسات عليا تقنية الدنا المؤشب أول مرة بالاشتراك مع ديل كايسر في قسم الكيمياء الحيوية في جامعة ستانفورد. قام كل من لوبان وكيسر وجاكسون وسايمونز وبيرغ وستانلي نورمان كوهين وشانغ وهيربرت بوير وهيلنغ بتنفيذ هذه التقنية بين عامي 1972 و1974. في العام 1972، قامت هذه المجموعة بنشر ما اكتشفته في عدة أوراق بحثية ضمت ورقة بعنوان: «طريقة كيماوية حيوية لإدخال معلومات جينية جديدة في دنا الفيروس القردي-40: جزيئات دنا SV40 الحلقي تحوي جينات ابتلاع لامبدا وجينات الجالاكتوز المتصلة مع بعضها للإشريكية القولونية»، وورقة ثانية نشرت عام 1973 بعنوان: «وصلات جزيئات الدنا الطرفية الإنزيمية» وأخرى في العام 1973 حملت عنوان: «بناء بلازميدات البكتيريا الوظيفية أحيائيا في المختبر»، وقامت جميع هذه الأوراق العلمية بوصف تقنيات لفصل وتضخيم الجينات أو شرائح الحمض النووي وإدخالها إلى خلية أخرى بدقة مما يؤدي إلى صنع بكتيريا محورة جينيا.
أصبحت تقنية تأشيب الدنا ممكنة حين اكتشف فرنر آربر ودانيال ناثانز وهاميلتون سميث الإنزيمات النووية الداخلية وتمكنوا من عزلها وتطبيقها ومن ثم نالوا جائزة نوبل في الطب عام 1978 عن هذا الاكتشاف، أما كوهين وبوير فقد تقدما بطلب للحصول على براءة اختراع لعملية إنتاج الكميرات الجزيئية الوظيفية بيولوجيا والتي ما كان بالإمكان أن تتواجد في الطبيعة في العام 1974 وتمت الموافقة على البراءة في العام 1980.
اعتبر العام 1977 عام فتح لتقنية الدنا المؤشب حين قام هربرت بوير بإنتاج الإنسولين البشري المخلّق بيولوجيا في المختبر  وذلك عن طريق إدخال سلسلة جينية محددة أو ما يعرف بمتعدد النيوكليوتيدات والذي يرمز لإنتاج الإنسولين في البشر إلى عينة من مستعمرة خاصة ببكتيريا الإشريكية القولونية وكان هذا الإنسولين أول دواء تم إنتاجه عن طريق تقنية الدنا المؤشب لينال موافقة إدارة الأغذية والعقاقير ويصبح متوفرا للاستخدام التجاري تحت مسمى العلامة التجارية: هيوميولين،  كما أن الغالبية العظمى من الإنسولين المستخدم عالميا هي هرمونات إنسولين بشري مؤشبة أو نظائرها الأخرى.

## وصلات خارجية
- ورقة حقائق تصف الدنا المؤشب وعناصر استخدامه مثل البلازميدات والنواقل الفيروسية وتطبيق تقنيات الدنا المؤشب في الأحياء الجزيئية
- البلازميدات في الخمائر
- تمثيل ثلاثي الأبعاد يصف عملية إنتاج البروتين بكميات كبيرة باستخدام تقسيم الحمض النووي وتكاثر البكتيريا
- بحث في مجال تأشيب الدنا في UCSF والتطبيق التجاري في Genentech.

Herbert W. Boyer, Living history project. Oral history